# Військова радіостанція П'єр-сюр-От
Військо́ва радіоста́нція П'єр-сюр-От (фр. Pierre-sur-Haute) — військовий радіокомунікаційний комплекс у Французьких Альпах. Комплекс лежить у комунах Совен (фр. Sauvain) та Жоб (фр. Job), на межі регіонів Рон-Альпи і Овернь і займає 30 гектарів. Також на її території розташований цивільний радіопередавач, що належить компанії TDF Group (Télédiffusion de France).

## Історія
Ще в 1913 році у цій місцині було збудовано семафорний телеграф.
У 1961 році, під час Холодної війни, за наказом НАТО, Франція будує тут радіостанцію як частину військової радіомережі ACE High, що охоплює 82 ретрансляторів по всій капіталістичній Європі того часу. У цій мережі, станція П'єрр-сюр-От, під абревіатурою FLYZ, була передавальною ланкою між південішою станцією Ляшан (фр. Lachens, FNIZ) та північнішою станцією Мон-У (фр. Mont-Août, FADZ).

## Скандал щодо статті про радіостанцію у Французькій Вікіпедії
У квітні 2013 року, стаття про радіостанцію П'єр-сюр-От у Французькій Вікіпедії привабила увагу Служби внутрішньої розвідки Франції, фр. Direction centrale du renseignement intérieur (DCRI). Працівники служби намагалися примусити адміністраторів Французької Вікіпедії видалити цю статтю.. Тиск здійснювався в першу чергу на адміністратора Французької Вікіпедії Ремі Матіса, який згодом отримав звання вікіпедиста року за свою роль у цьому скандалі.